# La grande guerra dell'economia (1950-2000)
La grande guerra dell'economia (1950-2000). La lotta tra Stato e imprese per il controllo dei mercati è un saggio scritto da Daniel Yergin e Joseph Stanislaw, pubblicato nel 1998 (edizione italiana del 2000), che ricostruisce l'ascesa del libero mercato e la nascita della globalizzazione nella seconda metà del XX secolo.
L'espressione "commanding heights" nel titolo originale del libro è tratta da un discorso di Lenin sul controllo dei segmenti chiave di un'economia nazionale.
Nel 2002 dal libro è stato tratto un documentario dallo stesso titolo.

## Temi trattati
Il libro parte dall'assunto che nel periodo precedente alla prima guerra mondiale l'economia mondiale era già globalizzata, in quella che gli autori chiamano la "prima Era della Globalizzazione". Periodi, come questo, di predominanza del libero mercato hanno visto i governi nazionali porre pochissimi limiti su importazione, esportazione, immigrazione e scambi di informazioni, con la conseguenza di alzare in generale lo Standard di vita di tutte le classi sociali. Per contro, nei paesi in cui si sono instaurati regimi fascismo o comunismo, oppure durante periodi come la Grande depressione, il capitalismo è stato fortemente limitato.
Nel periodo successivo alla seconda guerra mondiale le economie occidentali hanno in generale abbracciato le teorie economiche di John Maynard Keynes basate su un capitalismo regolato dall'intervento statale. La tesi degli autori è che in questa fase le "commanding heights" dell'economia sono state direttamente in mano o pesantemente guidate dai governi nazionali.
Secondo la tesi degli autori, i cambiamenti politici degli anni '80 hanno portato con sé anche cambiamenti nelle politiche economiche, in particolare dopo le elezioni di Margaret Thatcher a Primo ministro del Regno Unito e di Ronald Reagan a Presidente degli Stati Uniti d'America. Entrambi i leader presero le distanze da un'economia di tipo keynesiano per avvicinarsi alle teorie di Friedrich von Hayek, contrario all'intervento statale, all'utilizzo dei dazi e di altre violazioni di una pura economia di libero mercato, e a quelle di Milton Friedman, contrario all'utilizzo di politiche monetarie inflazionistiche per modificare i tassi di crescita economica. In pratica le politiche di Hayek furono applicate solo parzialmente, dato che le riforme di Reagan del 1986 sulla tassazione dei redditi sostanzialmente aumentarono le tasse applicate sulle fasce di reddito più basse e diminuirono quelle applicate sui redditi più alti. Inoltre Reagan incrementò riduzioni sulle tasse e sussidi per le grosse imprese. Anche il Monetarismo di Friedman fu in pratica abbandonato, con il progressivo aumento del debito pubblico in tutto il decennio.
Secondo la tesi del libro l'attuale fase di globalizzazione è iniziata attorno al 1991 in seguito al collasso dell'Unione Sovietica, e durante questo periodo le nazioni che hanno sposato la logica di mercato libero sono nel complesso prosperate di più rispetto alle altre. Decisamente a favore del trend attuale in quanto è il sistema che sembra funzionare meglio degli altri, gli autori temono che la globalizzazione non possa durare se il divario tra la crescita economica delle Nazioni rimane alto e se ai paesi del Terzo mondo non vengono offerte le opportunità e gli incentivi per sostenere il capitalismo.

## Analisi internazionale
Il libro contiene una breve analisi di diverse nazioni e regioni del mondo e del loro sviluppo economico a partire dalla seconda guerra mondiale, o da prima della guerra per i paesi industrializzati.

### Stati Uniti
Sebbene la figura del Robber baron sia stata spesso criticata sulla stampa, gli Stati Uniti si votarono all'industrializzazione e al libero mercato più di molti altri paesi a partire dalla fine del XIX secolo e, più di altri paesi nel primo dopoguerra, godettero di una notevole crescita dei redditi medi e alti. Per contro, gli anni '20 e '30 videro un aumento costante delle agitazioni da parte dei lavoratori che chiedevano più regole sui salari e sugli orari di lavoro, sui sussidi di disoccupazione e sulla sicurezza nei posto di lavoro, sul lavoro minorile e sul diritto di organizzarsi in associazioni.
La Grande Depressione provocò una massiccia ondata di disoccupazione e di conseguenza anche di sfiducia nei confronti di aziende e di persone agiate. Il risultato fu un enorme supporto al New Deal di Franklin Delano Roosevelt, con un interesse da parte di avvocati ed economisti a un controllo di tipo Keynesiano del mercato. Questa fase portò a un grosso sviluppo dell'economia statunitense nel secondo dopoguerra, mentre vennero istituite robuste regole anti-trust per favorire la competizione, finanziarie per prevenire forme di speculazione troppo volatili, e misure protezionistiche per favorire lo sviluppo dell'industria nazionale.
Durante gli anni '70 la stagflazione – causata dalla crisi energetica (1973) e dal passaggio dal Sistema aureo alla moneta legale – erose il consenso politico che sosteneva il New Deal, e portò all'elezione di Ronald Reagan nel 1980 e al successivo smantellamento di molti degli statuti e delle organizzazioni create nel trentennio precedente.

### Regno Unito
Londra era il centro della cosiddetta "prima era della globalizzazione" grazie alla potenza e alle risorse dell'Impero britannico. La prima guerra mondiale indebolì molto la Gran Bretagna, che vide un massiccio aumento della disoccupazione. Sebbene il Regno Unito fosse emerso vincitore dalla seconda guerra mondiale, questa causò di fatto il smantellamento del suo impero.
Winston Churchill fu influenzato dalle tesi di Hayek e si oppose a grossi interventi governativi sull'economia britannica. Tuttavia, questa linea fu invertita dopo le elezioni del 1945, con l'ascesa al potere del Partito Laburista di Clement Attlee, il quale nazionalizzò le principali industrie e regolamentò in modo pesante i posti di lavoro e le retribuzioni favorendo i sindacati.
Durante gli anni '70 l'economia britannica si trovò in una grave situazione di impasse, peggiorata dai massicci scioperi dei sindacati e dalla crisi petrolifera del 1973 e fu allora che Margaret Thatcher, un'ardente seguace del lavoro di Hayek, cominciò a introdurre le privatizzazioni. Gli stessi laburisti, tornati al potere in seguito, mantennero sostanzialmente i principi chiave del thatcherismo.

### Russia, Unione Sovietica
A pochi anni dalla Rivoluzione russa, l'economia sovietica attraversò una grossa crisi, cui Lenin fece fronte con la Nuova politica economica, un programma che limitava l'attività capitalistica sfociando in un tipo di capitalismo di Stato, e l'economia cominciò a migliorare. Il discorso sulle "leve di comando" di Lenin fu la sua risposta alle accuse di aver "venduto" i principi della rivoluzione. Sotto Stalin i settori sovietici dell'agricoltura e dell'industria pesante vennero in larga parte centralizzati e, tra gli anni '40 e gli anni '70 la crescita economica fu superiore a quella delle nazioni dell'Europa occidentale.
Tuttavia, negli anni '80 l'economia sovietica era nel caos. A causa della cronica mancanza di incentivi, l'impegno dei lavoratori era limitato e, ciononostante, i sovietici continuavano a massicci investimenti nel settore militare che arrivarono talvolta alla metà del prodotto interno. Michail Gorbačëv introdusse alcune limitate riforme economiche e abolì la Dottrina Brežnev, permettendo così al sindacato di Solidarność di rovesciare il regime comunista polacco. A questo seguì il collasso dell'intero Patto di Varsavia e poco dopo della stessa Unione Sovietica.
Negli anni successivi, nonostante l'ascesa al potere di Boris Yeltsin, relativamente aperto al libero mercato, il potere in Russia fu mantenuto dai comunisti che si opposero ai movimenti liberisti e costrinsero alle dimissioni alleati di Yeltsin come Egor Timurovič Gajdar. Nelle elezioni del 1996 Yeltsin fu costretto ad allearsi con gli oligarchi russi per contrastare il partito comunista, il che gli permise di mantenere il potere anche se le riforme verso un'economia più liberista procedettero in maniera frammentata.

### Germania
Come predetto da Keynes, le decisioni prese con il Trattato di Versailles devastarono l'economia tedesca, generarono una diffusa disoccupazione che di fatto cancellò il ceto medio e crearono un'instabilità politica aprendo il campo all'ascesa del partito nazista. I Nazisti al potere favorirono la gestione centralizzata dell'economia.
Dopo la seconda guerra mondiale e la Divisione della Germania, la Germania dell'Est rimase sotto l'influenza sovietica mentre la Germania dell'Ovest sotto quella delle potenze occidentali. Il mancato miglioramento delle condizioni economiche nella Germania Ovest occupata spinse Ludwig Erhard a una serie di misure senza consultare le potenze occupanti, tra cui l'eliminazione dei calmieri dei prezzi nel 1948. Negli anni successivi la Germania Ovest vide una ripresa massiccia dell'economia fino a diventare una potenza economica al tempo della Riunificazione tedesca con una Germania Est ad economia di stampo sovietico.

### India
A differenza del Mahatma Gandhi, che era in favore di un'economia centrata sui villaggi, il primo primo ministro dell'India indipendente nel 1947, Jawaharlal Nehru, favorì un processo di industrializzazione. Tuttavia, egli scelse un modello di sviluppo a controllo statale. La forte burocrazia che si sviluppò soffocò l'innovazione, e ritardi e corruzione divennero comuni per l'economia indiana, mentre molti eminenti economisti studiarono il paese per cercare di affinare il suo sistema di pianificazione centralizzata.
Negli anni '90 vanta il governo indiano, con la spinta di Manmohan Singh, cominciò a semplificare le severe normative del paese e l'economia indiana fiorì sotto l'effetto di esportazioni ed esternalizzazioni. I partiti politici hanno continuato a supportare questo modello e il liberista Singh è stato nominato primo ministro nel 2004.

### Sud America
Sotto l'influsso della Teoria della dipendenza, un approccio marxista all'economia internazionale, molti paesi latinoamericani cercarono di industrializzarsi limitando le importazioni di merci e sovvenzionando le industrie nazionali. Tuttavia, in assenza di competizione e con sovvenzioni statali, queste industrie avevano scarsi incentivi all'efficienza o all'innovazione. Questo problema divenne evidente negli anni '80, quando grossa parte degli investimenti occidentali in questi paesi furono persi.
Il Cile sperimentò il libero mercato quando Augusto Pinochet chiese una valutazione dell'economia del paese a un gruppo di seguaci di Friedman, i cosiddetti "Chicago boys". Il risultato fu un pacchetto di riforme economiche che gli autori del libro giudicano efficaci ma, dato che Pinochet era un dittatore, salito al potere con un colpo di Stato e che fece uccidere molti avversari politici, il concetto stesso di libero mercato divenne collegato al fascismo. Quindi sia gli autori che lo stesso Friedman sostengono che queste riforme sostennero la democrazia nel paese, ma riconoscono allo stesso tempo che questa tesi è decisamente confutabile.
La Bolivia venne colpita dall'iperinflazione. Durante gli anni '80 l'economista Jeffrey Sachs ci lavorò come consulente e il nuovo presidente negli anni '90, Gonzalo Sánchez de Lozada, pose un freno all'inflazione con drastici tagli della spesa pubblica. La Bolivia rimane un paese povero, tuttavia gli autori sostengono che il paese è in condizioni migliori grazie al taglio dell'inflazione.

### Altri paesi
Gli autori sostengono che lo sviluppo economico in Africa è stato pesantemente ostacolato da fattori quali una gestione centralizzata, ideali socialisti e dittature politiche che nel tempo hanno promosso guerre e conflitti.
Il Giappone ha visto molti anni di progresso economico almeno fino ai primi anni '90, seguita da una lunga recessione provocata dal rifiuto del governo di bloccare le sovvenzioni alle industrie.
Le riforme liberiste della Polonia spinte da Solidarnosc e Lech Wałęsa furono inizialmente criticate dai cittadini ma, per la fine degli anni '90, la Polonia stava andando molto meglio degli altri stati ex-comunisti dell'Europa orientale. Caratteristica dell'economia polacca è che essa è dominata dalle piccole imprese piuttosto che dalle grandi aziende.
La Cina vide l'introduzione del libero mercato da parte di Deng Xiaoping, successore di Mao Zedong, senza tuttavia avere un pari progresso nel campo delle libertà civili, come dimostrato per esempio dalla protesta di piazza Tienanmen. Gli autori del libro si augurano, d'accordo con le idee di Milton Friedman, che il libero mercato spingerà anche per una società libera, cosa che non è ancora successa sebbene l'economia cinese continui a crescere.

## Documentario
Dal libro è stato tratto un documentario, con voce narrante di David Ogden Stiers, trasmesso dalla PBS nel 2002.
Essendo stato realizzato dopo, il documentario contiene molte informazioni in più rispetto al libro sulla recessione, sul collasso delle economie asiatiche, sul Movimento no-global e sugli attacchi alle Torri gemelle. Nel documentario si vede anche un'intervista all'economista Hernando de Soto sugli argomenti trattati.